# Чехарбаг
Чехарбаг (перс. چهارباغ‎), известен также как Чехарданге — небольшой город на севере Ирана, в остане Альборз. Входит в состав шахрестана Саводжболаг. Административный центр одноимённого бахша.

## География
Город находится в центральной части Альборза, к югу от хребта Эльбурс, на расстоянии приблизительно одного километра к западу от Кереджа, административного центра провинции. Абсолютная высота — 1276 метров над уровнем моря.

## Население
По данным переписи 2006 года население города составляло 5577 человек (2898 мужчин и 2769 женщин). В Чехарбаге насчитывалось 1448 семьи. Уровень грамотности населения составлял 71,04 %. Уровень грамотности среди мужчин составлял 74,02 %, среди женщин — 67,82 %.